# Біяз
Бія́з (рос. Бияз, башк. Биәз) — присілок у складі Караідельського району Башкортостану, Росія. 

## Опис
Входить до складу Озеркинської сільської ради.
Населення — 174 особи (2010; 227 у 2002).
Національний склад:
- башкири — 44 %
- росіяни — 35 %